# Мозазаври
Мозазаврите (Mosasaurus) са род големи гущероподобни хищници от семейство Мозазаврови (Mosasauridae). Обитавали са плитки епиконтинентални морета и крайбрежните им зони, обхващащи през късната креда обширни територии. Според някои учени тези хищници са далечни родственици на съвременните варани и игуани. Били са толкова добре приспособени за живот в моретата, че са били живораждащи, но са дишали атмосферен въздух и са били активни плувци. Притежавали са продълговати тела и масивни челюсти. Хранели са се с риба, морски костенурки и главоноги с помощта на добре развито подводно зрение и слух.